# Cyparium

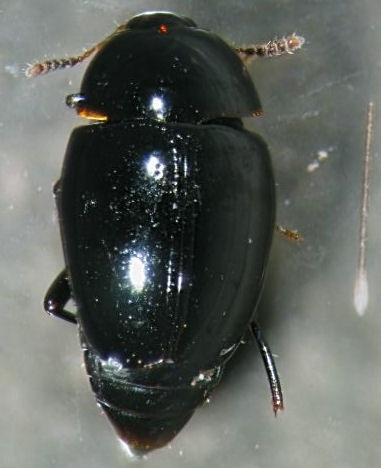
Cyparium thorpei

Cyparium (лат.) — род жуков-челновидок (Scaphidiinae) из семейства жуков-стафилинид. Около 50 видов, встречаются повсеместно, кроме Австралии.

## Описание
Мелкие жесткокрылые: длина тела от 2,5 до 6,5 мм. От близких групп отличаются округлыми члениками булавы усиков; редуцированной передней частью простернума, которая меньше чем треть ширины тазика; передние и задние голени с шипиками. Широкоовальные, компактные жуки с длинными стройные ногами. Блестящие, чёрные или коричневые. Надкрылья длинные, покрывают все сегменты брюшка, кроме нескольких последних. Формула члеников лапок: 5—5—5.

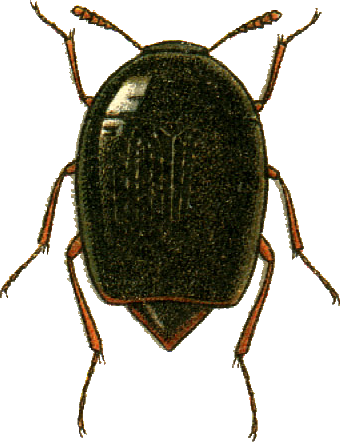
Cyparium sibiricum
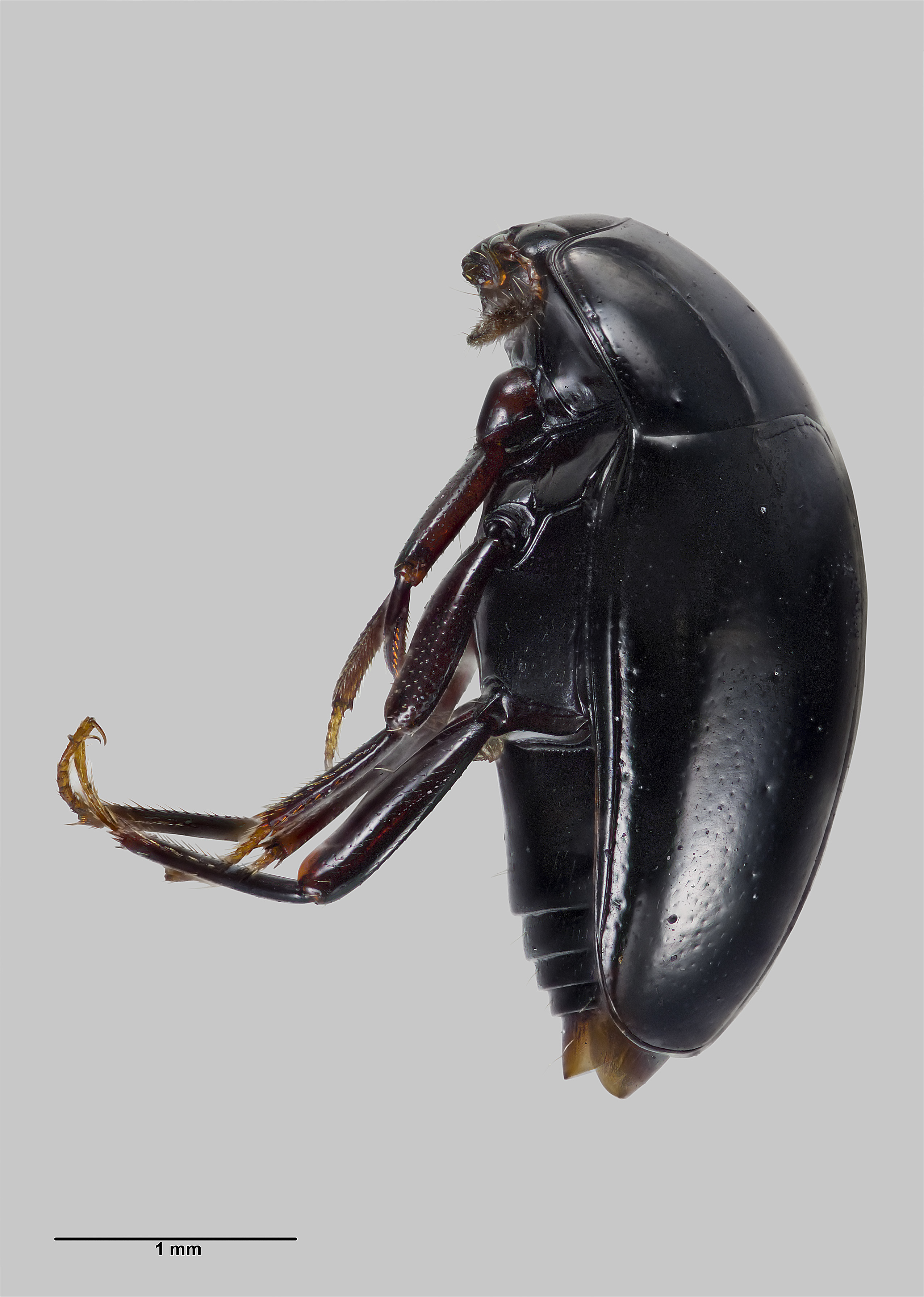
Cyparium thorpei

## Биология
Микофаги. Встречается в лесных биотопах на грибах.

## Систематика
Включает около 50 видов. Челновидки рода Cyparium выделяют в отдельную монотипическую трибу Cypariini в составе подсемейства Scaphidiinae из семейства жуков-стафилинид.

### Список видов
.
- Cyparium achardi[3]
- Cyparium anale
- Cyparium atrum
- Cyparium basilewskyi
- Cyparium bowringi
- Cyparium celebense[7]
- Cyparium championi
- Cyparium collare
- Cyparium concolor
- Cyparium earlyi[4]
- Cyparium ferrugineum
- Cyparium flavosignatum
- Cyparium formosanum
- Cyparium grilloi
- Cyparium grouvellei
- Cyparium humerale
- Cyparium inclinans
- Cyparium javanum
- Cyparium jiroi[8]
- Cyparium khasianum[9]
- Cyparium laevisternale
- Cyparium lescheni[3]
- Cyparium loebli[3]
- Cyparium mathani
- Cyparium mikado
- Cyparium minutum
- Cyparium montanum
- Cyparium multistriatum
- Cyparium navarretei[10]
- Cyparium newtoni[3]
- Cyparium nigronotatum
- Cyparium oberthueri
- Cyparium palliatum
- Cyparium pallidum
- Cyparium peruvianum
- Cyparium piceum
- Cyparium pici[3]
- Cyparium plagipenne
- Cyparium punctatum
- Cyparium pygidiale
- Cyparium ruficolle
- Cyparium rufohumerale
- Cyparium rufonotatum
- Cyparium sallaei
- Cyparium semirufum
- Cyparium siamense[11]
- Cyparium sibiricum
- Cyparium sichuanum[12]
- Cyparium tamil
- Cyparium tenenbaumi
- Cyparium terminale
- Cyparium testaceicorne
- Cyparium testaceum
- Cyparium thorpei[4]
- Cyparium variabile
- Cyparium variegatum
- Cyparium yapalli[10]